# Liste der Kulturdenkmale in Eichstedt (Altmark)
In der Liste der Kulturdenkmale in Eichstedt (Altmark) sind alle  Kulturdenkmale der Gemeinde Eichstedt (Altmark) und ihrer Ortsteile aufgelistet. Grundlage ist das Denkmalverzeichnis des Landes Sachsen-Anhalt, das auf Basis des Denkmalschutzgesetzes des Landes Sachsen-Anhalt vom 21. Oktober 1991 durch das Landesamt für Denkmalpflege und Archäologie Sachsen-Anhalt erstellt und seither laufend ergänzt wurde (Stand: 31. Dezember 2021).

## Kulturdenkmale nach Ortsteilen

### Eichstedt (Altmark)
| Lage                                                          | Bezeichnung          | Beschreibung | Erfassungs- nummer | Ausweisungsart | Bild           |
| ------------------------------------------------------------- | -------------------- | ------------ | ------------------ | -------------- | -------------- |
| Ecke Baumgartner Straße / Bahnhofstraße (Karte)               | Distanzstein         |              | 094 76315          | Baudenkmal     | Distanzstein   |
| Bahnhofstraße 7, 9 (Karte)                                    | Wohnhaus             |              | 094 76313          | Baudenkmal     | BW             |
| Im Binnen 3 (Karte)                                           | Pfarrhaus            |              | 094 76312          | Baudenkmal     | Pfarrhaus      |
| Lange Straße zwischen Im Binnen und Goldbecker Straße (Karte) | Dorfkirche Eichstedt | Kirche       | 094 18452          | Baudenkmal     | Weitere Bilder |
| Lange Straße 17 (Karte)                                       | Wohnhaus             |              | 094 76267          | Baudenkmal     | Wohnhaus       |
| Lange Straße 36 (Karte)                                       | Alte Schule          |              | 094 76311          | Baudenkmal     | Alte Schule    |

### Baben
| Lage                     | Bezeichnung  | Beschreibung     | Erfassungs- nummer | Ausweisungsart | Bild   |
| ------------------------ | ------------ | ---------------- | ------------------ | -------------- | ------ |
| Bertkower Straße (Karte) | Distanzstein |                  | 094 36552          | Kleindenkmal   | BW     |
| Hauptstraße (Karte)      | Kirche       | Dorfkirche Baben | 094 36360          | Baudenkmal     | Kirche |
| Hauptstraße 36 (Karte)   | Schmiede     |                  | 094 36551          | Baudenkmal     | BW     |

### Baumgarten
| Lage                                    | Bezeichnung | Beschreibung   | Erfassungs- nummer | Ausweisungsart | Bild           |
| --------------------------------------- | ----------- | -------------- | ------------------ | -------------- | -------------- |
| Kirchhof am Westrand des Dorfes (Karte) | Kirche      | St. Margaretha | 094 18453          | Baudenkmal     | Weitere Bilder |

### Lindtorf
| Lage                                                      | Bezeichnung | Beschreibung | Erfassungs- nummer | Ausweisungsart | Bild           |
| --------------------------------------------------------- | ----------- | ------------ | ------------------ | -------------- | -------------- |
| (neben Hauptstraße 25) (Karte)                            | Pumpe       |              | 094 18481          | Baudenkmal     | Pumpe          |
| Straße nach Baben, Abzweig Feldweg nach Krusemark (Karte) | Wegweiser   |              | 094 18483          | Kleindenkmal   | BW             |
| Hauptstraße (Karte)                                       | Kirche      |              | 094 18482          | Baudenkmal     | Weitere Bilder |

### Rindtorf
| Lage               | Bezeichnung         | Beschreibung | Erfassungs- nummer | Ausweisungsart | Bild           |
| ------------------ | ------------------- | ------------ | ------------------ | -------------- | -------------- |
| Dorfstraße (Karte) | Dorfkirche Rindtorf | Kirche       | 094 18484          | Baudenkmal     | Weitere Bilder |

## Ehemalige Kulturdenkmale nach Ortsteilen
Die nachfolgenden Objekte waren ursprünglich ebenfalls denkmalgeschützt oder wurden in der Literatur als Kulturdenkmale geführt. Die Denkmale bestehen heute jedoch nicht mehr, ihre Unterschutzstellung wurde aufgehoben oder sie werden nicht mehr als Denkmale betrachtet.

### Eichstedt (Altmark)
| Lage                                                                                   | Bezeichnung   | Beschreibung | Erfassungs- nummer | Ausweisungsart | Bild |
| -------------------------------------------------------------------------------------- | ------------- | ------------ | ------------------ | -------------- | --- |
| Baumgartner Straße 1 (Karte)                                                           | Schulungsheim |              | 094 76314          | Baudenkmal     | Schulungsheim |
| Lange Straße 1 Westlich und östlich der Bahnstrecke innerhalb des Ortsbereichs (Karte) | Bahnhof       |              | 094 76225          | Baudenkmal     | [[Vorlage:Bilderwunsch/code!/C:52.675369,11.854908!/D:Lange Straße 1 Westlich und östlich der Bahnstrecke innerhalb des Ortsbereichs,!/\|BW]] |

## Legende
In den Spalten befinden sich folgende Informationen:
- Lage: Nennt den Straßennamen und wenn vorhanden die Hausnummer des Kulturdenkmals. Die Grundsortierung der Liste erfolgt nach dieser Adresse. Der Link „Karte“ führt zu verschiedenen Kartendarstellungen und nennt die geographischen Koordinaten.
Link zu einem Kartenansichtstool, um Koordinaten zu setzen. In der Kartenansicht sind Baudenkmale ohne Koordinaten mit einem roten bzw. orangen Marker dargestellt und können in der Karte gesetzt werden. Baudenkmale ohne Bild sind mit einem blauen bzw. roten Marker gekennzeichnet, Baudenkmale mit Bild mit einem grünen bzw. orangen Marker.
- Offizielle Bezeichnung: Nennt den Namen, die Bezeichnung oder zumindest die Art des Kulturdenkmals und verlinkt, soweit vorhanden, auf den Artikel zum Objekt.
- Beschreibung: Nennt bauliche und geschichtliche Einzelheiten des Kulturdenkmals, vorzugsweise die Denkmaleigenschaften.
- Erfassungsnummer: Für jedes Kulturdenkmal wird in Sachsen-Anhalt eine 20stellige Erfassungsnummer vergeben. Die letzten zwölf Ziffern werden für die Untergliederung nach Teilobjekten genutzt und werden nur angegeben, soweit vergeben. In dieser Spalte kann sich folgendes Icon  befinden, dies führt zu Angaben zu diesem Baudenkmal bei Wikidata.
- Ausweisungsart: Die Einordnung des Denkmales nach § 2 Abs. 2 DenkmSchG LSA
- Bild: Ein Bild des Denkmales, und gegebenenfalls einen Link zu weiteren Fotos des Kulturdenkmals im Medienarchiv Wikimedia Commons. Wenn man auf das Kamerasymbol klickt, können Fotos zu Kulturdenkmalen aus dieser Liste hochgeladen werden: